# Tratado de Bruselas (1701)
El tratado de Bruselas del 13 de febrero de 1701 fue un acuerdo firmado por Luis XIV de Francia y Felipe V de España con el príncipe elector del Arzobispado de Colonia José Clemente de Baviera, en vísperas de la guerra de sucesión española. Según los términos del acuerdo, Colonia comprometía su ayuda diplomática y militar con la coalición franco-española en la guerra inminente.

## Contexto
Tras la muerte sin descendencia de Carlos II de España en noviembre de 1700, las disposiciones establecidas en su testamento otorgaron el trono español al nieto de Luis XIV, Felipe de Anjou, previa renuncia de éste a la Corona francesa.  Contraviniendo esta condición, al mes siguiente Luis XIV anunció que mantendría los derechos de su nieto a la corona de Francia.  La Gran Alianza formada por Gran Bretaña, el Sacro Imperio Romano Germánico y las Provincias Unidas de los Países Bajos (partidaria de la sucesión española por Carlos de Austria) vio en esta declaración la posibilidad de que las dos coronas española y francesa se unieran bajo un mismo monarca, lo que habría supuesto la formación de una potencia económica y militar con un poder excesivo en el equilibrio europeo.  La ocupación por las tropas francesas de los Países Bajos españoles y del Milanesado (con el consentimiento español) y la presencia de la flota francesa en Cádiz y en las colonias españolas en las Indias Occidentales agravó aún más el estado de preguerra.
Francia y España comenzaron a buscar aliados en Europa en previsión de una guerra inminente. El arzobispado de Colonia, el obispado de Lieja y el de Hildesheim, parte del Sacro Imperio Romano Germánico, estaban bajo el gobierno de José Clemente de Baviera, tío de Felipe por parte de la madre de éste María Ana Cristina de Baviera.

## Acuerdos
Los principales contenidos del acuerdo fueron los siguientes:
- El elector de Colonia utilizaría su derecho a voto en la Dieta Imperial en contra de la declaración de guerra a España o Francia.
- En caso de romperse la guerra, el elector de Colonia negaría la entrada de las tropas enemigas en los territorios bajo su gobierno, dando paso franco en ellos a los ejércitos de Francia y España.
- Si el elector fuese atacado en sus territorios, Francia le socorrería militarmente.
- El príncipe elector levantaría un ejército de 4.000 soldados de infantería y 1.000 de caballería, cuya manutención correría por cuenta de Francia.

Originalmente el tratado fue pactado entre Luis XIV y José Clemente de Baviera.  Felipe V se adheriría al acuerdo el 7 de abril del mismo año.

## Repercusiones
En 1702, tras la declaración de guerra de la Gran Alianza a Francia y España, el príncipe elector José Clemente de Baviera fue objeto de Reichsacht (proscripción imperial) por parte del Sacro Imperio Romano Germánico, por su toma de posición del lado franco-español.  Desterrado de sus territorios, tomaría refugio en la corte francesa hasta el final de la guerra, en 1714, cuando sería restaurado en su antiguo cargo mediante el tratado de Baden.